# Драгомир
Драгоми́р (болг. Драгомир) — село в Пловдивській області Болгарії. Входить до складу общини Сиєдиненіє.

## Населення
За даними перепису населення 2011 року у селі проживали 360 осіб, з них 355 осіб (99,7%) — болгари.
Розподіл населення за віком у 2011 році:
Динаміка населення: